# Firebird (trompet)
De Firebird is een soort trompet met zowel ventielen als een trombone-achtige schuif die wordt gebruikt binnen de jazzmuziek.
De Firebird is door Maynard Ferguson uitgevonden en is een bijzonder zeldzaam, specialistisch instrument. Ze werden onder andere gemaakt door Holton als de "Holton Firebird".